# MOL Ferry
Pour les articles homonymes, voir Mol.
MOL Ferry (商船三井フェリー, Shōsen Mitsui Ferī) était une compagnie de navigation maritime japonaise qui assurait le transport de passagers, de véhicules et de fret sur des liaisons maritimes reliant la région du Kantō à l'île d'Hokkaidō.
Créée en 1969 sous le nom de Nippon Enkai Ferry (日本沿海フェリー, Nippon Enkai Ferī), la compagnie, filiale de l'armateur Mitsui O.S.K. Lines (MOL), inaugure ses liaisons entre Tokyo et Tomakomai en 1972. En 1990, l'entreprise change de nom pour devenir Blue Highway Line (ブルーハイウェイライン, Burū haiu~ei rain) après avoir fusionné avec la compagnie Nippon Kosoku Ferry. C'est également à cette occasion que la société adopte le logo au tournesol qui était à l'origine l'emblème de Nippon Kosoku et s'implante sur les lignes vers l'île de Kyūshū. Frappée par des difficultés financières à la fin des années 1990 en raison de l'augmentation du prix du carburant, les activités de Blue Highway Line sont scindées et la compagnie est dissoute en 2001 au profit d'une nouvelle société dénommée MOL Ferry qui récupère l'exploitation des liaisons vers Hokkaidō.
Le 1er octobre 2023, MOL Ferry fusionne avec sa société sœur Ferry Sunflower pour former une entité unique baptisée MOL Sunflower.

## Histoire

### Origines
En 1965, en raison du développement rapide du transport routier au Japon, le secteur fait face à une saturation de l'offre ainsi qu'à une pénurie de main-d'œuvre. Face à cette situation, les sociétés de distribution alimentaire Foods Transport et Toshoku sont amenées à trouver une alternative afin d'acheminer efficacement leurs denrées dans l'archipel. En 1968, le succès de la première ligne inter-îles longue distance assurée par les car-ferries de la compagnie Hankyu Ferry incite les deux sociétés à privilégier la voie maritime qui a l'avantage de pouvoir faire transiter un important volume de remorques sans avoir recours à des chauffeurs. Foods Transport consulte alors la compagnie Tokyo-Wan Ferry pour la mise en place d'une liaison entre Tokyo et Kobe tandis que Toshoku négocie avec l'armateur Mitsui Kinkai Kisen pour l'ouverture d'un itinéraire entre Tokyo et l'île d'Hokkaidō. À cet effet, la compagnie Nippon Enkai Ferry est fondée le 18 août 1969 grâce à l'investissement des sociétés Toshoku, Food Transport, Mitsui Kinkai Kisen et Tokyo Kisen. Après avoir obtenu une licence pour l'exploitation d'une ligne entre Tokyo et Tomakomai le 6 février 1970, la compagnie signe avec les chantiers Kanasashi de Shimizu les contrats de construction de deux premiers navires. En septembre 1971, l'armateur Mitsui O.S.K. Lines (MOL) entre dans l'actionnariat de Nippon Enkai Ferry.

### 1972-1990
Les activités de Nippon Enkai Ferry entre Tokyo et Tomakomai sont inaugurées le 27 avril 1972 avec le navire Shiretoko Maru. Long de 153 mètres et disposant d'une capacité de 760 passagers, 112 véhicules et 114 remorques, il sera rejoint par son sistre-ship l‘Erimo Maru au mois d'août. Avec une vitesse de 20 nœuds, ils assurent la traversée en 30 heures.
Afin de garantir une rotation quotidienne, la compagnie passe commande d'un troisième navire aux chantiers Hayashi de Shimonoseki. En attendant l'arrivée de ce nouveau navire, Nippon Enkai Ferry affrète des unités supplémentaires à d'autres compagnies du groupe MOL tel que le ferry Pegasus entre le 9 avril et le 10 juillet 1973 puis le Ise Maru du 10 juillet 1973 au 2 août 1974, date à laquelle le Sapporo Maru entre en service. Bien plus imposant que ses prédécesseurs avec une longueur 164 mètres, il est également doté d'une capacité de roulage plus importante avec 142 remorques. À cette même période, entre le 27 novembre 1973 et le 15 septembre 1974, la compagnie aura recours à l'affrètement du Shima Maru, sister-ship du Ise Maru, afin de remplacer l‘Erimo Maru, immobilisé à la suite d'une avarie. À partir de 1975, Nippon Enkai Ferry inaugure une ligne exclusivement destinée au transport de fret entre Tokyo et Tomakomai desservie par deux rouliers jumeaux livrés par les chantiers Hayashi, les Tokyo Maru et Tomakomai Maru, d'une capacité de 154 remorques.
En mars 1985, Nippon Enkai Ferry ouvre une seconde ligne vers Hokkaidō au départ d'Ōarai dans la préfecture d'Ibaraki. Ce nouvel itinéraire permet alors un gain de temps considérable pour les navires qui doivent habituellement contourner la péninsule de Bōsō en partant de Tokyo. La position d'Ōarai, située à seulement quelques kilomètres de la capitale, permet également de dévier le flux des marchandises transitant dans la région et ainsi éviter une saturation.
Parallèlement, la compagnie entreprend le renouvellement de sa flotte en commandant un nouveau navire destiné à remplacer le Shiretoko Maru. Cette nouvelle unité, baptisée Oarai Maru, entre en service en juin 1987. Également livré par les chantiers Kanasashi, ce car-ferry de 178 mètres d'une capacité de 600 passagers et 175 remorques sera suivi en 1989 d'un navire aux caractéristiques similaires construit par les chantiers IHI de Tokyo, le nouveau Erimo Maru, qui se substitue à l'ancien navire du même nom.
En octobre 1989, Mitsui OSK intervient auprès de l'entreprise Kurushima Docks qui rencontre d'importantes difficultés financières. MOL rachète tout d'abord des parts de la compagnie Nippon Kosoku Ferry, qui était jusqu'à présent une filiale de Kurushima Docks, et récupère l'exploitation de la liaison entre Tokyo et Nachikatsuura, sur l'île de Shikoku, ainsi que le navire Sunflower 8. MOL fait ensuite l'acquisition en novembre 1990 du reste des actifs de la compagnie ainsi que de sa société sœur Kansai Kisen. Les actifs de Nippon Kosoku sont transférés au sein de Nippon Enkai Ferry qui reprend par conséquent l'exploitation de la liaison entre Ōsaka et l'île de Kyūshū, et les car-ferries Sunflower 5 et Sunflower 11.

### 1990-2001
À l'occasion de la fusion entre Nippon Enkai et Nippon Kosoku, la compagnie change de nom et devient Blue Highway Line. Elle adopte comme logo l'ancien emblème de Nippon Kosoku Ferry représentant un tournesol et qui avait contribué à l'important succès de la compagnie dans les années 1970. Blue Highway Line fait alors immédiatement arborer la célèbre marque à sa flotte d'origine et modifie les noms des navires en y intégrant le préfixe Sunflower. Ainsi, les ferries Erimo Maru, Oarai Maru et Sapporo Maru deviennent respectivement les Sunflower Erimo, Sunflower Oarai, et Sunflower Sapporo. Les noms des anciennes unités de Nippon Kosoku sont également modifiés et les Sunflower 5, Sunflower 8 et Sunflower 11 sont rebaptisés respectivement Sunflower Osaka, Sunflower Tose et Sunflower Satsuma.
Dès sa création Blue Highway Line se lance dans un important programme visant à renouveler l'ancienne flotte de Nippon Kosoku Ferry naviguant vers Kyūshū. En mars 1993, la compagnie réceptionne le nouveau Sunflower Satsuma qui remplace l'ancien navire du même nom entre Ōsaka et Shibushi. Il sera rejoint en août par son sister-ship le Sunflower Kirishima qui supplantera au sein de la flotte le Sunflower Osaka. Blue Highway Line renforce également sa flotte naviguant vers Hokkaidō avec l'arrivée du Sunflower Mito en décembre 1993. Mis en service entre Ōarai et Tomakomai, il permet à la compagnie d'opérer une rotation quotidienne sur cet axe.
En septembre 1997, Blue Highway Line décide de combiner les liaisons vers Hokkaidō et lance alors l'itinéraire Tokyo - Ōarai - Tomakomai. À l'occasion, les jumeaux Sunflower Satsuma et Sunflower Kirishima sont transférés sur cette ligne, échangeant ainsi leur affectation avec le Sunflower Erime et le Sunflower Sapporo. Cette ligne se révèlera cependant peu rentable et sera abandonnée en avril 1999, entraînant le retour du Sunflower Satsuma et du Sunflower Kirishima sur les lignes de Kyūshū. Par la suite, le port de Tokyo sera peu à peu délaissé au profit d'Ōarai, à l'exception du service assuré par les rouliers.
Entre-temps, en janvier 1998, la compagnie réceptionne le nouveau Sunflower Tsukuba qui entre en service entre Ōarai et Tomakomai en remplacement du Sunflower Oarai qui est alors transféré sur les liaisons avec Kyūshū, ce qui entraîne la sortie de flotte de Sunflower Sapporo. Les Sunflower Erimo et Sunflower Oarai retrouveront les liaisons avec Hokkaidō en avril 1999.
En 2000, la société mère MOL décide de dissocier les activités de Blue Highway Line. La compagnie conserve l'exploitation des liaisons vers Hokkaidō tandis que les lignes vers Kyūshū sont attribuées à une nouvelle entité créée pour l'occasion nommée Blue Highway Line West Japan. Malgré cette opération, Blue Highway Line se retrouve frappée par d'importantes difficultés financières, aggravées par l'augmentation du prix du carburant en janvier 2001. En conséquence, MOL crée en mars 2001 une nouvelle entité nommée MOL Ferry au sein de laquelle sont transférés les actifs et la flotte de Blue Highway Line qui est dissoute le 1er octobre.

### 2001-2023
Tout juste fondée, MOL Ferry hérite de l'exploitation de la ligne Ōarai - Tomakomai ainsi que des navires Sunflower Mito, Sunflower Tsukuba, Sunflower Erimo et Sunflower Oarai. La compagnie conserve toutefois l'usage de la marque Sunflower dont MOL est l'unique propriétaire depuis le rachat de Nippon Kosoku Ferry et de Kansai Kisen. Les débuts effectifs de la nouvelle entité ont lieu le 1er juillet 2001.

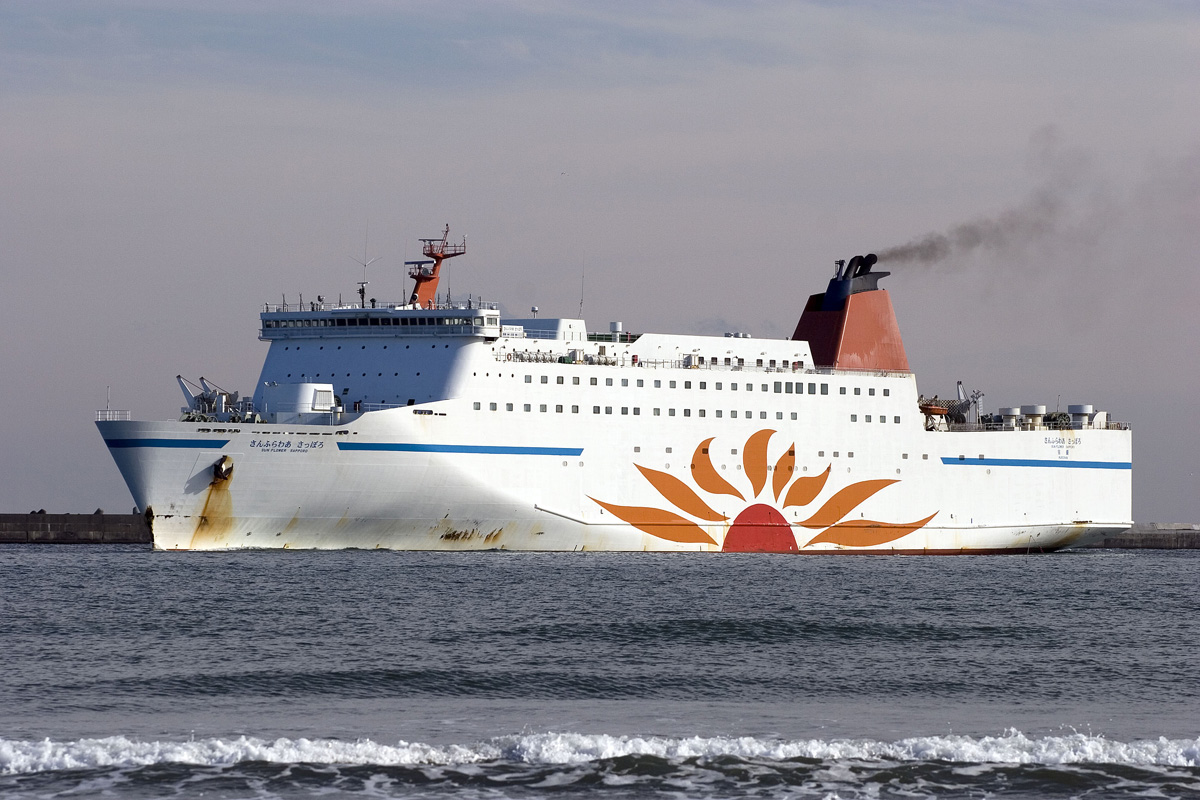
Le ferry Varuna est finalement acquis en pleine propriété et renommé Sunflower Sapporo en 2005.

À compter de juin 2002, MOL Ferry établit un partenariat avec son ancienne rivale Higashi Nihon Ferry, souffrant également des conséquences de la flambée des prix du combustible. Ceci permet ainsi à MOL Ferry de devenir propriétaire à 75% du ferry Varuna. Cet imposant navire de 197 mètres de long pouvant transporter 630 passagers et 154 remorques est alors utilisé conjointement par les deux armateurs entre Ōarai et Tomakomai. L'emploi de ce navire entraîne par conséquent le retrait des anciens Sunflower Erimo et Sunflower Oarai.

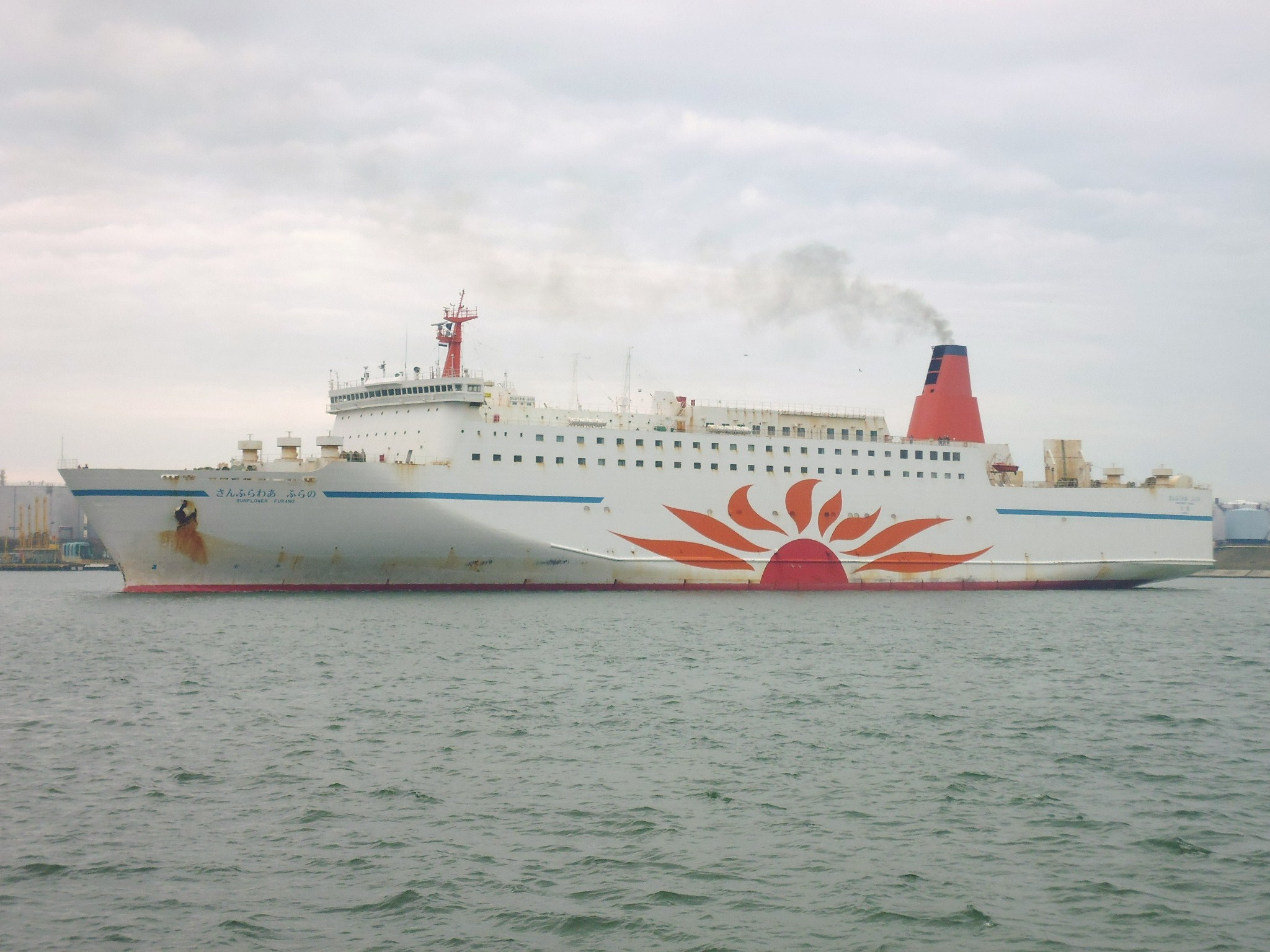
À la suite du retrait de la compagnie Higashi Nihon Ferry, le car-ferry Hestia intègre la flotte de MOL Ferry sous le nom de Sunflower Furano.

À la fin de l'année 2003, MOL Ferry décide de la mise en place d'un service destiné au transport de fret entre Tokyo et Fukuoka, sur l'île de Kyūshū, conjointement avec l'armateur Shunzan Kaiun. À cet effet, la compagnie affrète à ce dernier les navires Sunflower Hakata et Sunflower Tokyo, deux roulier jumeaux d'une capacité de 160 remorques qui entrent respectivement en service aux mois de novembre et de décembre.
En janvier 2005, MOL Ferry devient l'unique propriétaire du ferry Varuna qui intègre alors la flotte sous le nom de Sunflower Sapporo. En raison des difficultés financières rencontrées par Higashi Nihon Ferry, l'entreprise annonce en octobre 2006 qu'elle se retirera des liaisons entre Ōarai et Tomakomai et transfèrera ses activités au sein de MOL Ferry.

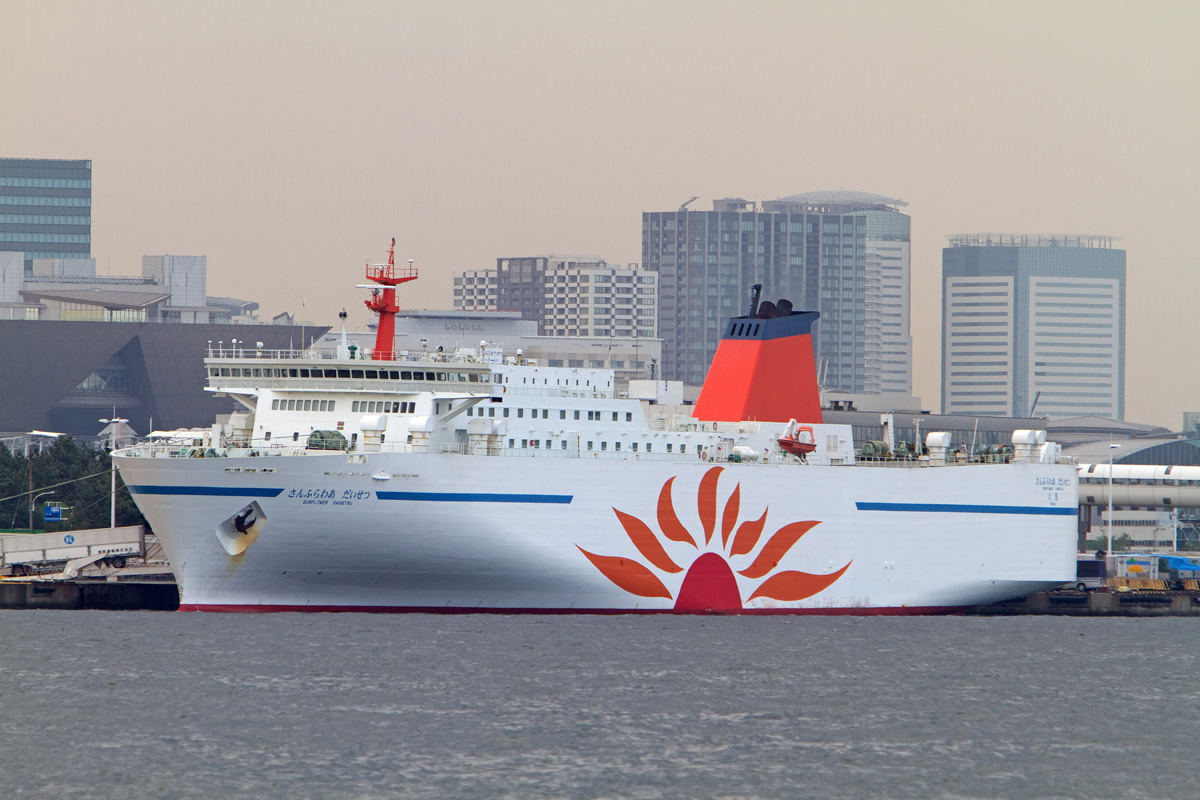
Le Sunflower Daisetsu, acquis par la compagnie en échange du Sunflower Tsukuba.

Ainsi, dès janvier 2007, MOL Ferry devient l'unique opérateur sur cet axe et réceptionne le ferry Hestia qu'elle intègre au sein de sa flotte sous le nom de Sunflower Furano. La compagnie conclut également un accord avec Higashi Nihon Ferry portant sur l'échange des ferries Sunflower Mito et Sunflower Tsukuba, alors affecté aux liaisons nocturnes vers Tomakomai, avec les New Rainbow Bell et New Rainbow Love, plus petits et plus adaptés à ce type d'exploitation. L'échange interviendra au mois de mars et les deux navires seront rebaptisés respectivement Sunflower Shiretoko et Sunflower Daisetsu. C'est également au mois de mars que MOL Ferry mettra un terme définitif à la ligne de fret entre Tokyo et Tomakomai, entraînant la vente des rouliers Sunflower Tomakomai et Miyako Maru. Enfin, au mois de juin, MOL Ferry fait l'acquisition de la compagnie Kyushu Express Ferry et reprend l'exploitation de la ligne de fret entre Yokosuka et Kanda sur l'île de Kyūshū. Le port de départ sera ensuite déménagé à Tokyo en 2010.

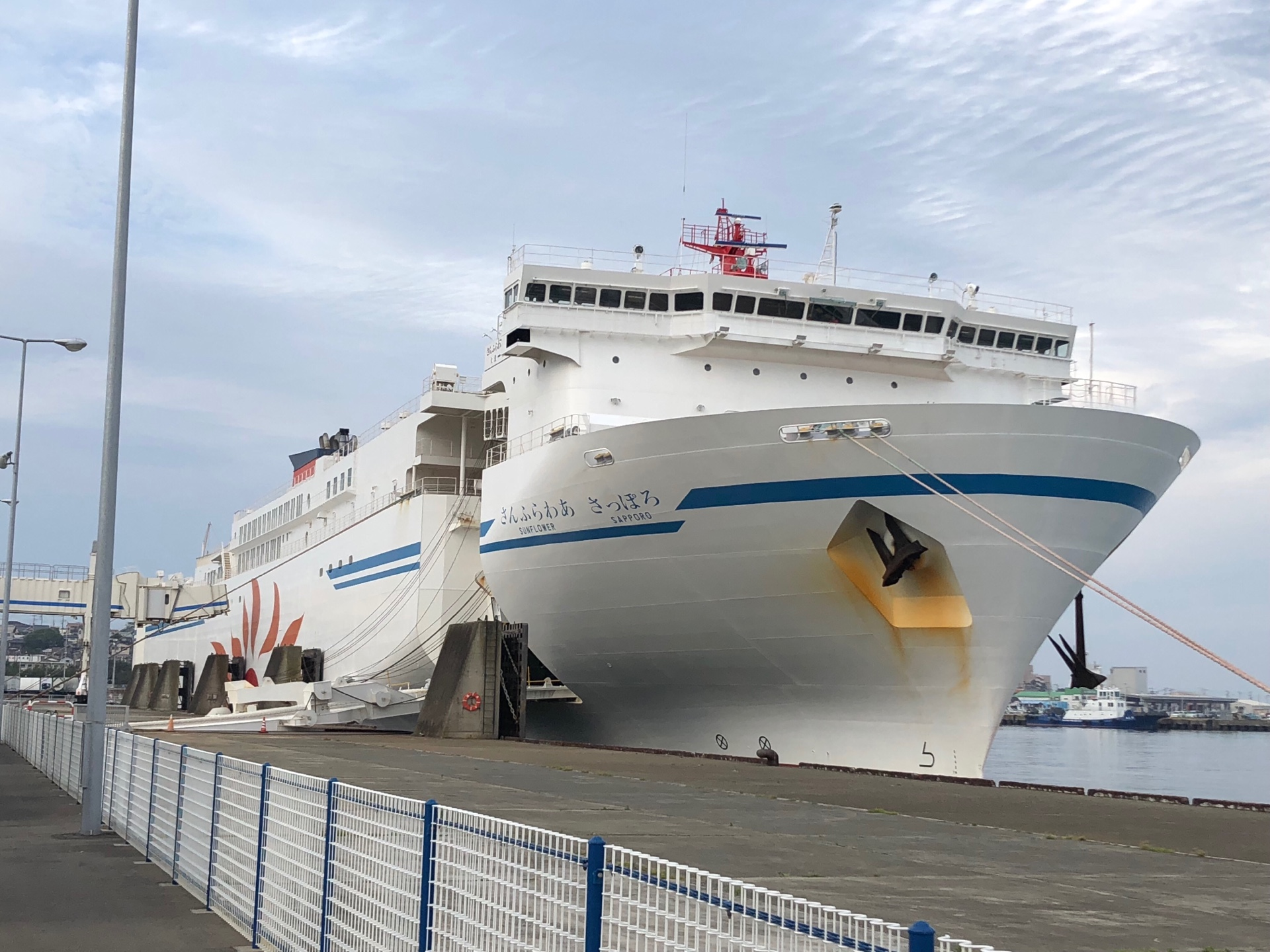
Le Sunflower Sapporo, dernier-né de MOL Ferry mis en service en 2017.

En mars 2011, les liaisons entre Ōarai et Tomakomai sont interrompues en raison d'importants dégâts causés par le tsunami du 11 mars qui a ravagé la côte Pacifique. Du 13 au 22 mars, les navires de MOL Ferry sont réquisitionner afin d'assurer dix voyage entre Tomakomai et Aomori afin de convoyer des hommes des Forces japonaises d'autodéfense mobilisés pour apporter leur aide aux populations sinistrées. Une fois les infrastructures portuaires remises en état, les liaisons seront rétablies à partir du 6 juin.
En octobre 2014, MOL Ferry passe sa première commande de navires neufs aux chantiers Japan Marine United de Yokohama afin de remplacer les ferries Sunflower Furano et Sunflower Sapporo. Livrés respectivement en avril et en octobre 2017, ces deux navires, baptisés comme leurs prédécesseurs Sunflower Furano et Sunflower Sapporo, remplacent leurs aînés entre Ōarai et Tomakomai. Avec une longueur d'environ 200 mètres et une capacité 630 passagers et 160 remorques, ils sont également équipés d'installations modernes et confortables augmentant considérablement le standing de la compagnie.
Le 13 février 2023, le groupe MOL annonce que les entités MOL Ferry et Ferry Sunflower seront fusionnées afin de constituer un armement unique. Officialisée au mois de juin, la nouvelle société MOL Sunflower prend la succession de MOL Ferry le 1er octobre 2023.

## Lignes desservies
MOL Ferry opérait toute l'année sur des liaisons reliant Ōarai à Tomakomai située au sud de Sapporo sur l'île d'Hokkaidō. La compagnie assurait un départ quotidien, à l'exception du dimanche, à l'aide des ferries Sunflower Sapporo et Sunflower Furano. Les départs de Ōarai avaient lieu en fin d'après-midi à 19h45 pour une arrivée le lendemain à 13h30 tandis que les départs de Tomakomai se font à 18h45 pour une arrivée à 14h00. Chaque jour, à l'exception du lundi, ces traversées étaient complétées par des rotations partant tard dans soirée, assurée par les navires Sunflower Shiretoko et Sunflower Daisetsu. Ces départs intervenaient à 1h45 pour une arrivée à 19h45 dans le sens Ōarai - Tomakomai et à 1h30 pour une arrivée à 19h30 dans le sens inverse. Depuis le 1er octobre 2023, les liaisons assurées par MOL Ferry sont opérées par la nouvelle compagnie MOL Sunflower.
En plus de cette principale activité, MOL Ferry exploitait également des roulier assurant le transport de fret entre Tokyo et l'île de Kyūshū.

## Anciens navires
| Navire              | Pavillon | Type    | Construction | Période   | tonnage    | Longueur | Largeur | Passagers | Véhicules | Vitesse    | Statut |
| ------------------- | -------- | ------- | ------------ | --------- | ---------- | -------- | ------- | --------- | --------- | ---------- | --- |
| Sunflower Sapporo   |          | Ferry   | 2017         | 2017-2023 | 13 816 UMS | 199,70 m | 27,20 m | 636       | 100       | 24 nœuds   | Transféré au sein de MOL Sunflower. |
| Sunflower Furano    |          | Ferry   | 2017         | 2017-2023 | 13 816 UMS | 199,70 m | 27,20 m | 636       | 100       | 24 nœuds   | Transféré au sein de MOL Sunflower. |
| Sunflower Shiretoko |          | Ferry   | 2001         | 2007-2023 | 11 410 UMS | 190 m    | 26,40 m | 154       | 62        | 24,9 nœuds | Transféré au sein de MOL Sunflower. |
| Sunflower Daisetsu  |          | Ferry   | 2001         | 2007-2023 | 11 401 UMS | 190 m    | 26,40 m | 154       | 62        | 24,9 nœuds | Transféré au sein de MOL Sunflower. |
| Suou                |          | Roulier | 2019         | 2019-2023 | 11 674 UMS | 179,90 m | 27 m    | -         | 220       | 23 nœuds   | Transféré au sein de MOL Sunflower. |
| Buzen               |          | Roulier | 2019         | 2019-2023 | 11 675 UMS | 179,90 m | 27 m    | -         | 220       | 23 nœuds   | Transféré au sein de MOL Sunflower. |
| Musashi Maru        |          | Roulier | 2003         | 2007-2023 | 13 927 UMS | 166,03 m | 27 m    | -         | 120       | 23 nœuds   | Transféré au sein de MOL Sunflower. |
| Sunflower Tokyo     |          | Roulier | 2003         | 2003-2023 | 10 503 UMS | 166,90 m | 27 m    | -         | 251       | 23 nœuds   | Transféré au sein de MOL Sunflower. |
| Sunflower Hakata    |          | Roulier | 2003         | 2003-2023 | 10 507 UMS | 166,90 m | 27 m    | -         | 251       | 23 nœuds   | Transféré au sein de MOL Sunflower. |
| Sunflower Sapporo   |          | Ferry   | 1998         | 2005-2017 | 13 654 UMS | 192 m    | 27 m    | 632       | 100       | 24 nœuds   | Vendu en Corée du Sud et rebaptisé Queen Mary. Démoli en 2022.                                                                           |
| Sunflower Furano    |          | Ferry   | 1993         | 2007-2017 | 13 539 UMS | 192 m    | 27 m    | 705       | 100       | 24 nœuds   | Vendu en Indonésie. Navigue actuellement sous le nom de Mutiara Berkah II.                                                               |
| Sunflower Tsukuba   |          | Ferry   | 1998         | 1998-2006 | 12 325 UMS | 192 m    | 27 m    | 342       | 111       | 23 nœuds   | Navigue actuellement sous le nom d‘Elyros pour le compte de la compagnie grecque ANEK Lines.                                             |
| Sunflower Mito      |          | Ferry   | 1993         | 1993-2006 | 11 782 UMS | 186 m    | 25,50 m | 514       | 140       | 24,6 nœuds | Navigue actuellement pour la compagnie chinoise COSCO sous le nom de COSCO Star.                                                         |
| Sunflower Erimo     |          | Ferry   | 1989         | 1989-2002 | 11 272 UMS | 178 m    | 25 m    | 634       | 105       | 23,7 nœuds | A terminé sa carrière en Corée du Sud sous le nom de Yong Xia. Démoli à Chittagong en 2019.                                              |
| Sunflower Oarai     |          | Ferry   | 1987         | 1987-2002 | 15 139 UMS | 178 m    | 24,80 m | 550       | 105       | 22,9 nœuds | A terminé sa carrière en 2010 sous le nom de Colossus pour le compte de la compagnie grecque NEL Lines. Démoli à Alang en 2013.          |
| Sunflower Sapporo   |          | Ferry   | 1974         | 1974-1998 | 11 098 UMS | 164 m    | 24 m    | 640       | 55        | 20 nœuds   | A terminé sa carrière en 2013 pour le compte de la compagnie grecque NEL Lines sous le nom de Ionian Sky. Démoli à Aliağa en 2020.       |
| Sunflower Tose      |          | Ferry   | 1973         | 1990-1997 | 12 759 UMS | 185 m    | 24 m    | 1 124     | 204       | 25,5       | A terminé sa carrière aux Philippines sous le nom de Princess of New Unity à une date indéterminée.                                      |
| Sunflower Osaka     |          | Ferry   | 1973         | 1990-1993 | 12 759 UMS | 185 m    | 24 m    | 1 124     | 204       | 25,5       | Vendu à la compagnie philippine SuperFerry et rebaptisé Superferry 10. Détruit à la suite d'un incendie en 2001.                         |
| Sunflower Satsuma   |          | Ferry   | 1974         | 1990-1993 | 13 599 UMS | 195,80 m | 26,90 m | 1 218     | 191       | 25,5       | Vendu à la compagnie philippine Sulpicio Lines et rebaptisé Princess of the Orient. Naufrage le 18 décembre 1998 durant le typhon Vicki. |
| Shiretoko Maru      |          | Ferry   | 1972         | 1972-1989 | 7 875 UMS  | 153,60 m | 22,80 m | 761       | 112       | 20,5 nœuds | Vendu à la compagnie grecque Minoan Lines. A terminé sa carrière en tant que casino flottant à Hong Kong. Démoli à Alang en 2020.        |
| Erimo Maru          |          | Ferry   | 1972         | 1972-1987 | 7 858 UMS  | 153,60 m | 22,80 m | 761       | 112       | 20,5 nœuds | Vendu à la compagnie grecque Minoan Lines. Navigue actuellement en Arabie saoudite sous le nom de Mawaddah.                              |
| Shima Maru          |          | Ferry   | 1973         | 1973-1974 | 7 083 UMS  | 140,90 m | 22,40 m | 670       | 45        | 21,5 nœuds | Rendu à son propriétaire. |
| Ise Maru            |          | Ferry   | 1973         | 1973-1974 | 7 041 UMS  | 140,85 m | 22,40 m | 670       | 45        | 21,5 nœuds | Rendu à son propriétaire. |
| Pegasus             |          | Ferry   | 1973         | 1973      | 7 167 UMS  | 140,90 m | 22,40 m | 670       | 45        | 21,5 nœuds | Rendu à son propriétaire. |